# Tribunal Administrativo de Navarra
El Tribunal Administrativo de Navarra es un órgano de Comunidad Foral de Navarra cuyo fin es resolver los recursos planteados por los vecinos ante las entidades locales. Es un organismo singular en el ordenamiento jurídico español. 

## Antecedentes
Este Tribunal sus orígenes en el Real Decreto-Ley de 4 de noviembre de 1925 que aprobó las Bases para la aplicación en Navarra del Estatuto Municipal de 1924. En su Base 11.ª establecía lo siguiente:

La Diputación organizará un Tribunal Administrativo, con funciones delegadas de la misma, para resolver los recursos en que entiende esta Corporación.

De acuerdo con esta base 11.ª, este tribunal se debía organizar a petición de un determinado número de Ayuntamientos, una mayoría de electores, acordado por referéndum, o cuando lo acordaran dos tercios de los vocales del Consejo Foral Administrativo. El Reglamento para la administración municipal de Navarra, aprobado en 1928 por el Consejo Foral Administrativo desarrollando las bases para la aplicación en Navarra del Estatuto Municipal no incluyó ese tribunal. La petición de los ayuntamientos para que se organizase este tribunal no se produjo, ni se planteó un referéndum entre los electores, pero el Consejo Foral Administrativo tomó la iniciativa, haciendo uso de la tercera posibilidad que contemplaba la base 11.ª y el 24 de junio de 1964, e instituyó el Tribunal Administrativo, aprobando el 29 de diciembre de ese mismo año el Reglamento orgánico que establecía el procedimiento que se seguiría para resolver los recursos que se le presentasen, atribuyéndole un carácter jurisdiccional. Este reglamento orgánico se incluyó el texto refundido del Reglamento para la administración municipal, publicado en 1970.

## Competencia y procedimiento
La función de este organismo, que ha seguido desempeñando hasta el presente, es resolver los recursos de alzada que los vecinos pueden interponer contra cualquier acto de las entidades locales de Navarra. Tras la Ley de Amejoramiento del Régimen Foral, el Parlamento de Navarra, mediante la Ley Foral 2/1986, reguladora del control por el Gobierno de Navarra de la legalidad e interés general de las entidades locales, actualizó el procedimiento de este tribunal. Posteriormente este Tribunal quedó regulado en la Ley Foral 6/1990, de 2 de julio, de Administración Local de Navarra y en los Decretos Forales 31/1998 y 173/1999.
Contra la resolución del recurso de alzada, o su desestimación por silencio administrativo, transcurridos 6 meses de su presentación, queda abierta -para el recurrente y para la entidad local- la vía contencioso administrativa. Actualmente, desde 2019, este organismo está englobado en el Departamento de Presidencia, Igualdad, Función Pública e Interior del Gobierno de Navarra.